# Успеть до полуночи
Это статья о фильме, о телепередаче см. Успеть до полуночи (телепередача).
«Успеть до полуночи» (англ. Midnight Run) — кинофильм режиссёра Мартина Бреста, вышедший на экраны в 1988 году.

## Сюжет
Джек Уолш — опытный профессионал, мастер своего дела. Когда-то он служил в полиции, а теперь занимается частным сыском. Его специализация — операции по поимке беглых преступников. В этот раз Джек занят поисками Джонатана Мардукаса, известного под кличкой «Герцог». Мардукас, скромный и интеллигентный бухгалтер, умудрился украсть у мафии 15 миллионов долларов. По договоренности Джек должен поймать «Герцога», заковать в наручники и доставить на самолете из Нью-Йорка в Лос-Анджелес в условленный срок. За это Уолш получит целых сто тысяч долларов.
Для искушенного «охотника за головами» подобное задание — сущий пустяк. Но Джек не учел, что помимо него за Мардукасом активно охотятся гангстеры, ФБР и вероломный коллега-конкурент. Более того, Мардукас сделал вид, что он панически боится летать, и Джеку предстоит везти Герцога через всю Америку.

## В ролях
- Роберт Де Ниро — Джек Уолш
- Чарлз Гродин — Джонатан «Герцог» Мардукас
- Яфет Котто — агент ФБР Алонзо Мозли
- Джон Эштон — Марвин Дорфлер
- Деннис Фарина — Джимми Серрано
- Джо Пантолиано — Эдди Москоне
- Джек Кехо — Джерри Гейслер

## Награды и номинации
- 1988 — приз лучшему актеру Вальядолидского кинофестиваля (Чарлз Гродин)
- 1989 — две номинации на премию «Золотой глобус»: лучший фильм — комедия / мюзикл, лучшая мужская роль — комедия / мюзикл (Роберт Де Ниро)